# 1492

## Събития
- 2 януари – Арагонският крал Фердинанд превзема Гранада, последната крепост на маврите в Европа.
- 31 март – издаден е декретът на Фердинанд и Изабела за изгонване на евреите от Испания.
- 1 юли – евреите окончателно напускат Испания.
- 12 октомври – Христофор Колумб достига малък остров в Карибско море, смятайки, че е съвсем близо до Азия
- Основаване на Аячо, родният град на Наполеон Бонапарт

## Родени
- Витория Колона, италианска поетеса
- 11 април – Маргарита Наварска, кралица на Навара и френска писателка

## Починали
- Пиеро дела Франческа, италиански художник
- 9 април – Лоренцо Медичи, флорентински княз
- 19 ноември – Джами, персийски поет и суфийски теоретик